# Ottenhöfen im Schwarzwald
Ottenhöfen im Schwarzwald település Németországban, azon belül Baden-Württembergben. A település nevének jelentése Ottenhöfen a Feketerdőben. Lakosainak száma 3163 fő (2023. december 31.).

## Földrajz

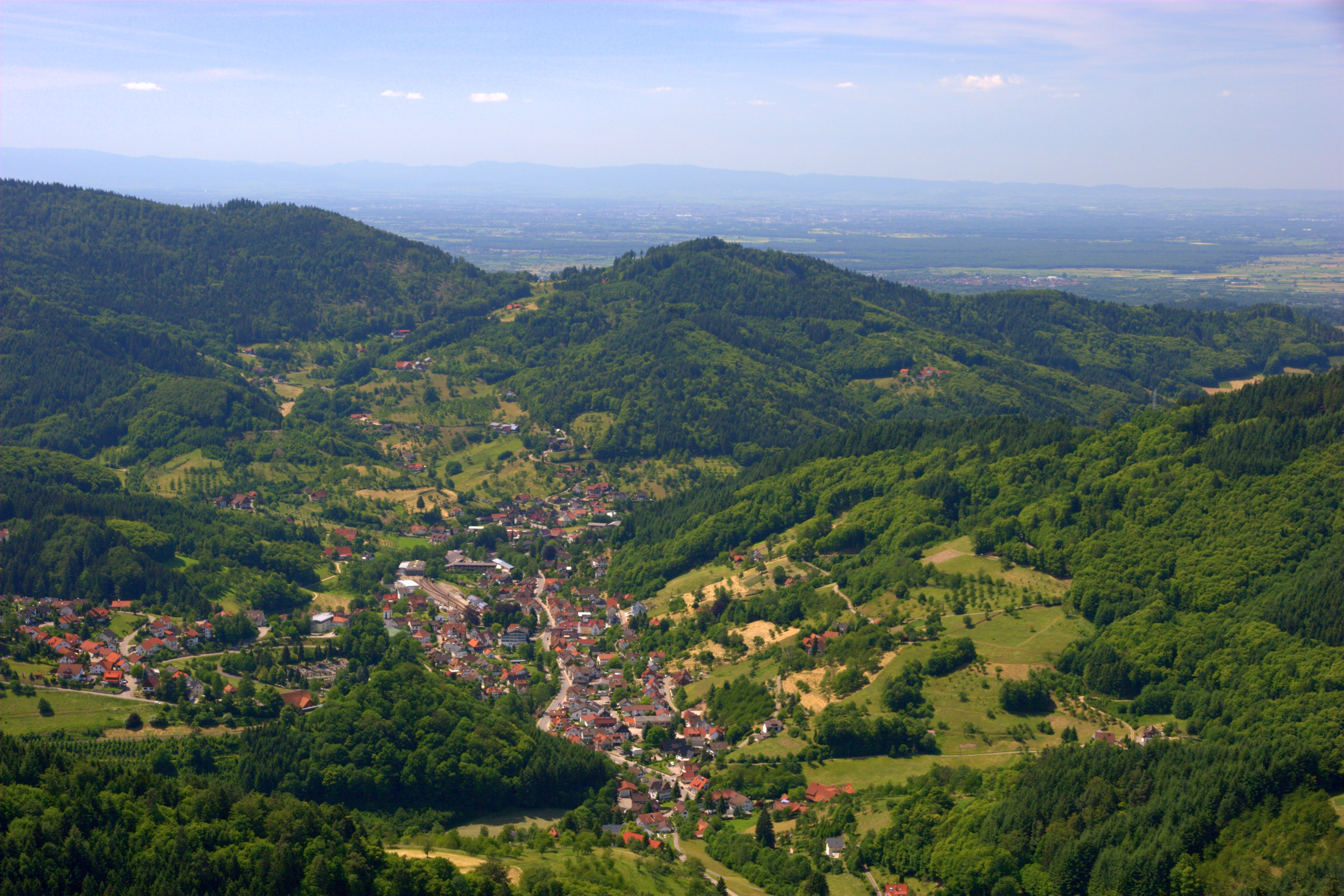
Ottenhöffen látképe

### Földrajzi elhelyezkedés
A Fekete-erdőben található az Acher folyó mellett. a Fekete-erdő főút és a Badischer Weinstrasse (borút) között, 35 km-re Strasbourg/Elzász, Baden-Baden és Freudenstadt között. A település 300-1005 méter között helyezkedik el, és több mint 50%-a erdő.

### Szomszédos községek
A település keleten Seebach-val, délen Oppenau és Lautenbach városával, nyugaton pedig a Kappelrodeck-rel határos.

## Története
Az Otto-Hof -ként említették meg először a települést 1479-ben. De csak 1817-ben vált a település önálló közösséggé.
A terület 1316 óta része a strasbourgi hercegi püspökök világi tulajdonának. Más földbirtokosok mellett a Bosenstein lovagjai is különös jelentőséggel bírtak, ám a 15. század elején pénzügyi okokból el kelletl adniuk ingatlanjaikat. 1795-ben a terület végül a strasbourgi egyházmegyébe került. De már 1803-ban Ottenhöfen a későbbi Badeni Nagyhercegségbe került vissza. Itt eredetileg az Acherni hivatalhoz és 1924 óta a Bühl járáshoz tartozott, amely részben 1973-ban egyesült az újonnan alakult Ortenau járással. 1898-ban megépült Ottenhöfen-t átszelő vasútvonal.

## Népesség
A település népessége az elmúlt években az alábbi módon változott:
| Lakosok száma | 3170 | 3389 | 3398 | 3236 | 3216 | 3451 | 3245 | 3333 | 3147 | 3163 |
|               | 1961 | 1967 | 1974 | 1980 | 1987 | 1993 | 2000 | 2006 | 2013 | 2023 |

## Vallás
A reformáció természetesen elérte Ottenhöfent is de csak csekély számban éltek reformátusok a településen, az első római katolikus templom 1823-ban épült meg. A korábbi évszázadokban a mai plébánia az Oberacherni plébánia alá tartozott, 1447 óta pedig a Kappelrodeck vagy a Waldulmi plébánia alá. Az Ottenhöfen plébániatemplomot 1823-ban építették. A protestánsok beáramlása és a növekvő gyógyfürdő-látogatók száma miatt egy protestáns templomot is felszenteltek 1936-ban.

## Politika
A Fekete-erdei Ottenhöfenben működő önkormányzati tanács 14 tagú. Az önkormányzati tanács a választott önkéntes képviselőkből és a polgármesterből, mint elnökből áll. A polgármester szavazati joggal rendelkezik az önkormányzati tanácsban. A 2019. május 29-i helyi választások a következő előzetes eredményhez vezettek. A részvételi arány 63,5% volt (2014: 58,0%).
- CDU: 49,5%, 7 képviselő (2014: 49,5 %, 7 képviselő)
- FWG: 51,6%, 7 képviselő, (2014: 50,5 %, 7 képviselő)

### Polgármester
- 1817–1823: Joseph Blust
- 1824–1830: Anton Schneider
- 1830–1832: Joseph Hasenfratz
- 1832–1839: Sebastian Bürck
- 1839–1842: Franz Xaver Jülg
- 1842–1849: Sebastian Bürck
- 1849–1851: Johann Georg Bühler
- 1851–1870: Franz Xaver Köninger
- 1870–1874: Bernhard Bürck
- 1874–1892: Franz Xaver Rösch
- 1892–1920: Josef Baßler
- 1920–1933: Wilhelm Bohnert
- 1933–1945: Wilhelm Roth
- 1945–1946: Wilhelm Bohnert
- 1946–1958: Andreas Kimmig
- 1958–1980: Johann Käshammer
- 1980–2011: Dieter Klotz
- 2011-től napjainkig: Hans-Jürgen Decker

### Címer

A település címere

A címer alapjául szolgáló szín a piros melyen egy aranykerék található meg. Egyesek egy malomkereket látnak a kerékben, amelynek utalnia kell a korábbi városban működő vízimalomra, de ez nem igazolható. Mások a címerben látják a városban összefutó nyolc völgyet.

## Kultúra és látványosságok
Kirándulhat a Mühlenwegbe Ottenhöfen környékén. Ahol számos történelmi malmot lehet megtekinteni , amelyek még működnek. Az Ottenhöfen tehát Mühlendorf (malomváros) utótaggal rendelkezhetne.
Ottenhöfentől keletre a Karlsruhe-hegygerince fekszik, ahonnan az Észak-Fekete-erdő egyetlen Via ferrata útja vezet.

### Múzeumok
2013-ig egy múzeum vonat haladt az  Acherntől Ottenhöfenig a Fekete-erdőben. A múzeumot véglegesen 2014-ben zárták be.  A közösségi központban (a vasútállomás közelében) a felső emeleten található egy múzeum, amely érdekes tárgyakat mutat be a közösség történelmének különböző századaiból.

### Építészet
Az egykori Bosenstein-kastély, amely nagy jelentőségű a völgyben levő település szempontjából, nem látogathatóak a kastély maradványai. Feltételezzük, hogy az alapfalak továbbra is földdel vannak fedve. A terület nem nyilvános, magántulajdonban van.

### Rendezvények
Számos klubesemény mellett a július utolsó hétvégéjén rendezik évtizedek óta hagyományosan a falu szökőkútfesztiválját a fürdőkert-megvilágításával.

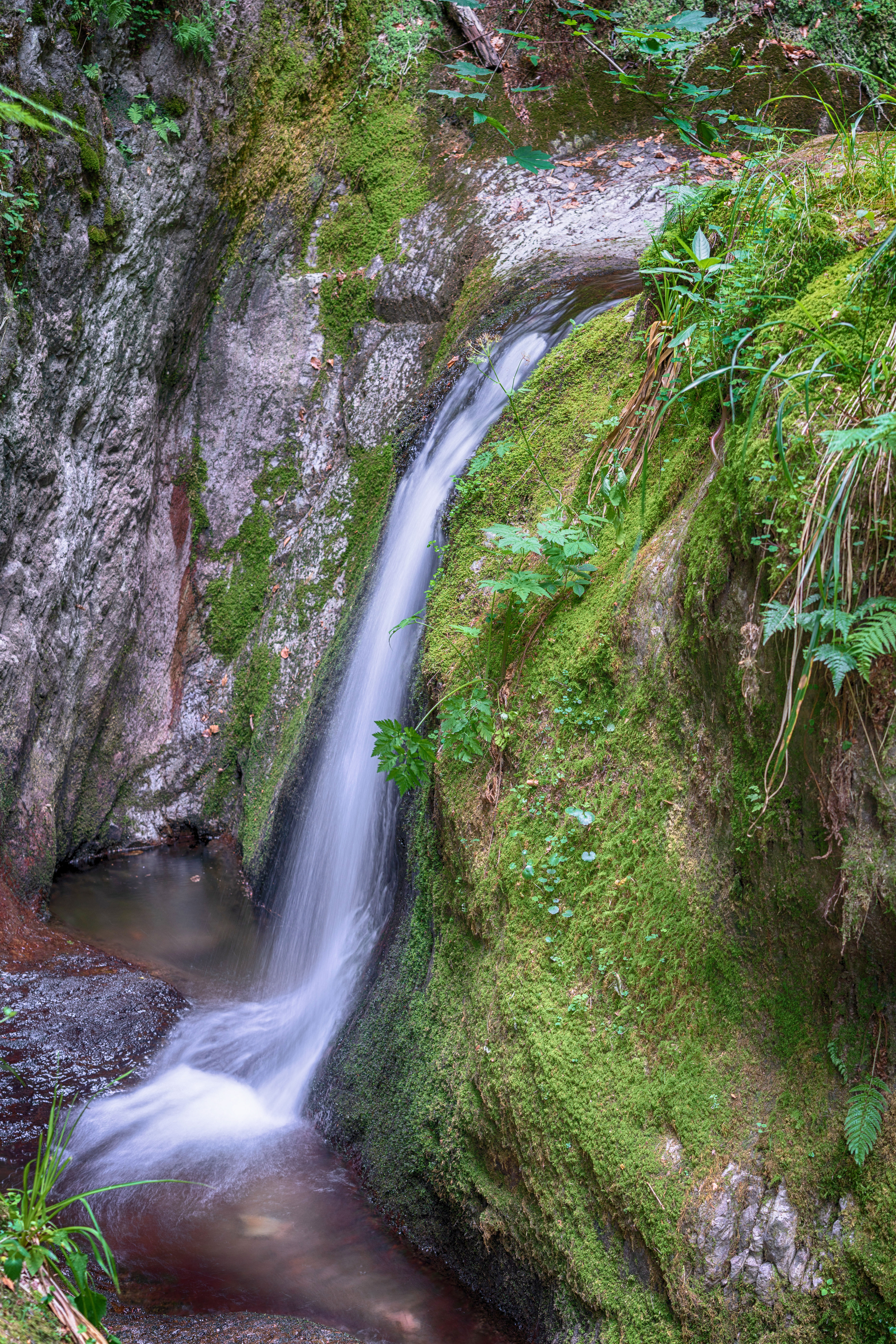
Edelfrauengrab (nemeshölgysírja)-vízesés
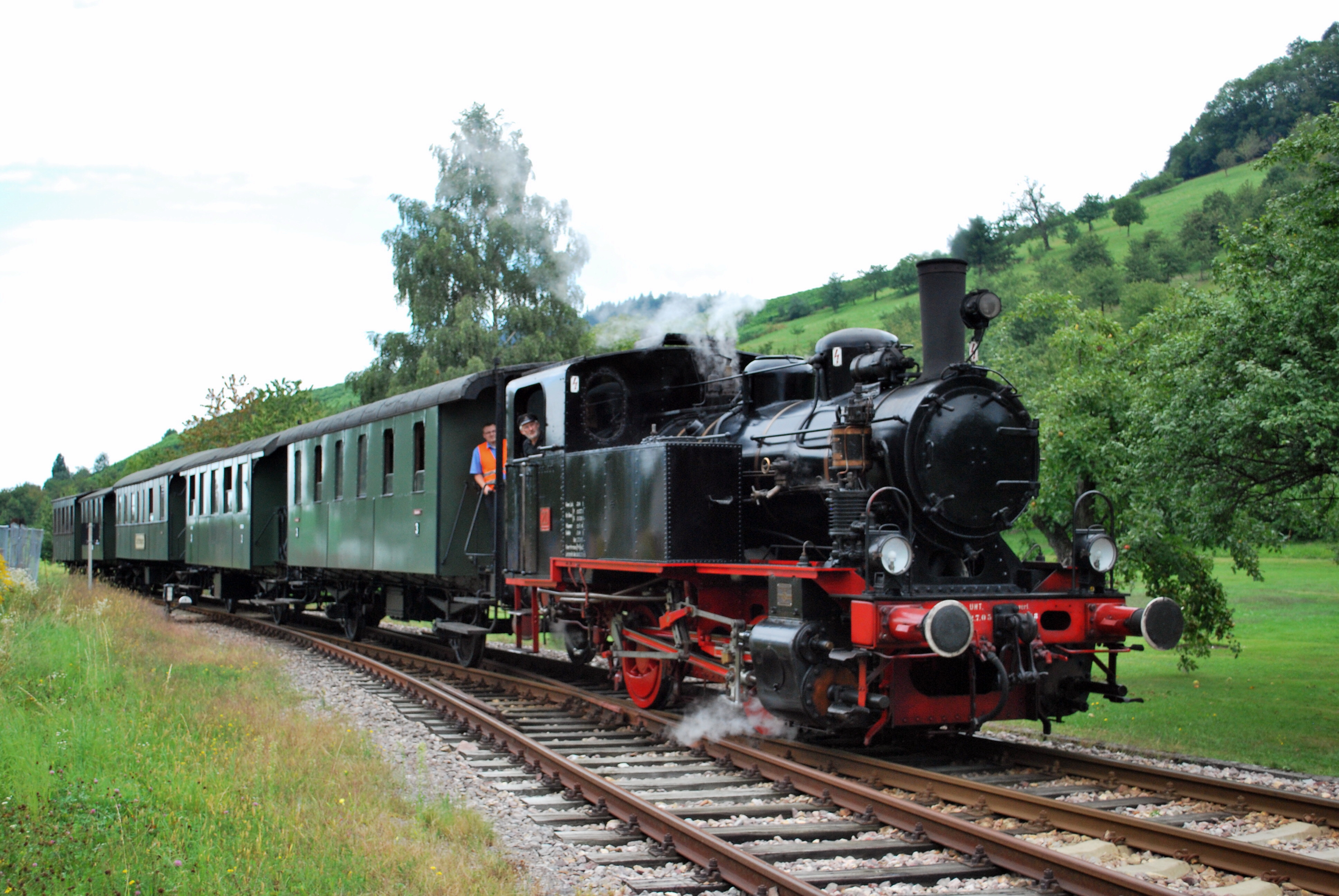
A volt múzeumvonat
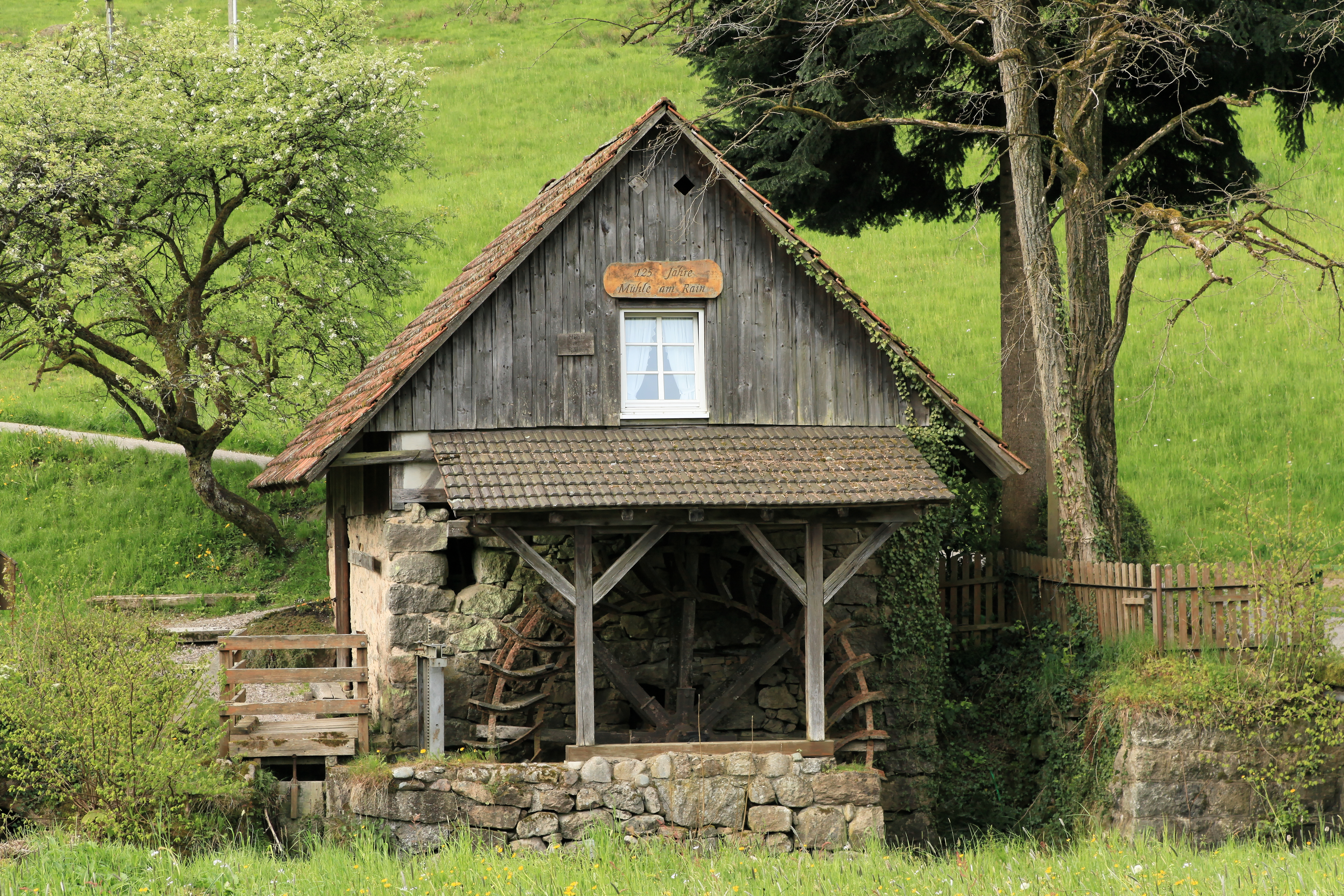
A régi vizimalmok egyike

## Gazdaság és infrastruktúra

### Gazdaság
Számos kisvállalkozás mellett, elsősorban a kézműves ágazatban, a következő nagyobb vállalatok vannak: Huber-Bau GmbH & Co KG,  Achertalk Pszichiátriai és Pszichoterápiás Klinika; Horn Otto GmbH építőipari vállalat.

### Oktatás
Az Erwin-svájci iskola található Ottenhöfenben mely általános és középiskola is egyben. A Werkrealschule-t a 2010/2011-es tanévben hozták létre a Kappelrodeck szomszédos közösséggel közösen. Van egy óvoda Ottenhöfenben, amely kétéves kortól várja a gyermekeket.

### Sport
- Van egy mesterséges gyeppálya a futball számára.
- A Fekete-erdő csarnoka multifunkcionális sportoláshoz használható: de elsősorban kézilabdát játszanak benne.
- Az Achertal hegyikerékpáros arénája, a Fekete-erdő Közép-Észak Természetvédelmi Parkján keresztül halad.

## Fordítás
Ez a szócikk részben vagy egészben a Ottenhöfen im Schwarzwald című német Wikipédia-szócikk fordításán alapul. Az eredeti cikk szerkesztőit és forrásait annak laptörténete sorolja fel.